# Mukaczewo Perewałoczna Baza
Mukaczewo Perewałoczna Baza (ukr. Мукачево Перевалочна База) – przystanek kolejowy w miejscowości Mukaczewo, w rejonie mukaczewskim, w obwodzie zakarpackim, na Ukrainie. Leży na linii Lwów – Stryj – Batiowo – Czop.
Położony jest w obrębie stacji Mukaczewo.